# Eccellenza Sardegna 2001-2002
Il campionato italiano di calcio di Eccellenza regionale 2001-2002 è stato l'undicesimo organizzato in Italia. Rappresenta il sesto livello del calcio italiano.
Questi sono i gironi organizzati dal comitato regionale della regione Sardegna.

## Squadre partecipanti
| Squadra                  | Città                  |
| ------------------------ | ---------------------- |
| Pol. Alghero             | Alghero (SS)           |
| Pol. Arzachena           | Arzachena (SS)         |
| Pol. Buddusò             | Buddusò (SS)           |
| F.B.C. Calangianus       | Calangianus (SS)       |
| Pol. Gialeto             | Serramanna (CA)        |
| Pol. Ilvamaddalena       | La Maddalena (SS)      |
| Pol. Latte Dolce         | Sassari (SS)           |
| F.C. Monteponi Iglesias  | Iglesias (CA)          |
| Pol. Muravera            | Muravera (CA)          |
| A.S. Nuorese Calcio      | Nuoro (NU)             |
| A.C. Pula                | Pula (CA)              |
| P.S.F. Sant'Elena Quartu | Quartu Sant'Elena (CA) |
| G.S. Selargius           | Selargius (CA)         |
| Pol. Sinnai              | Sinnai (CA)            |
| Pol. Taloro              | Gavoi (NU)             |
| Pol. Thiesi              | Thiesi (SS)            |

## Classifica finale
|  | Pos. | Squadra            | Pt | G  | V  | N  | P  | GF | GS | DR  |
|  | ---- | ------------------ | -- | -- | -- | -- | -- | -- | -- | --- |
|  | 1.   | Calangianus        | 65 | 30 | 19 | 8  | 3  | 57 | 19 | +38 |
|  | 2.   | Monteponi Iglesias | 63 | 30 | 20 | 3  | 7  | 52 | 25 | +27 |
|  | 3.   | Sant'Elena Quartu  | 63 | 30 | 19 | 6  | 5  | 76 | 39 | +37 |
|  | 4.   | Nuorese            | 51 | 30 | 15 | 6  | 9  | 54 | 34 | +20 |
|  | 5.   | Taloro             | 50 | 30 | 15 | 5  | 10 | 53 | 42 | +11 |
|  | 6.   | Selargius          | 45 | 30 | 13 | 6  | 11 | 47 | 40 | +7  |
|  | 7.   | Arzachena          | 42 | 30 | 11 | 9  | 10 | 35 | 36 | -1  |
|  | 8.   | Ilvamaddalena      | 41 | 30 | 12 | 5  | 13 | 44 | 41 | +3  |
|  | 8.   | Alghero            | 41 | 30 | 10 | 11 | 9  | 39 | 47 | -8  |
|  | 10.  | Thiesi             | 33 | 30 | 8  | 9  | 13 | 28 | 46 | -18 |
|  | 11.  | Latte Dolce        | 32 | 30 | 8  | 8  | 14 | 31 | 40 | -9  |
|  | 12.  | Buddusò            | 32 | 30 | 8  | 8  | 14 | 37 | 53 | -16 |
|  | 13.  | Muravera           | 32 | 30 | 8  | 8  | 14 | 36 | 58 | -22 |
|  | 14.  | Pula               | 31 | 30 | 7  | 10 | 13 | 31 | 41 | -10 |
|  | 15.  | Gialeto            | 24 | 30 | 7  | 3  | 20 | 31 | 75 | -44 |
|  | 16.  | Sinnai             | 21 | 30 | 6  | 3  | 21 | 22 | 47 | -25 |

Legenda:

      Promosso in Serie D.
      Va allo spareggio promozione.
      Retrocesso in Promozione.
Note:

Due punti a vittoria, uno a pareggio, zero a sconfitta.
Scontri diretti in caso di pari punti per la zona retrocessione.

## Spareggio per il 2º posto in classifica
Monteponi Iglesias-Quartu Sant'Elena 5-4 d.c.r. (0-0)